# Vine (demonio)

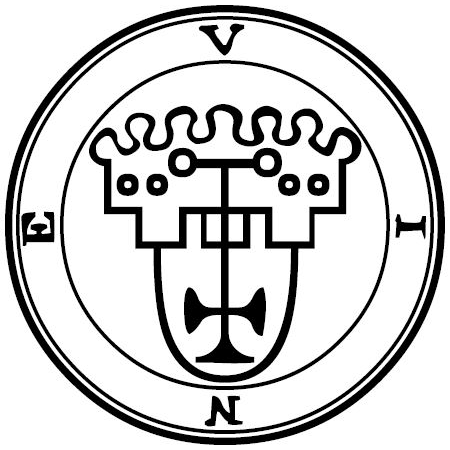
Sello de Vid, tomado del libro "La Goetia: La clave menor del rey Salomón" (1904).

En demonología, Vine, Viné o Vinea es un conde y también un rey del Infierno, comandando treinta y seis legiones de demonios. Puede revelar el pasado, presente y futuro, descubrir brujas y cosas escondidas, crear tormentas y hacer que el agua se enfurezca por medio de ellas, derribar muros y construir torres.
Este demonio es representado como un león sosteniendo una serpiente en su mano y cabalgando un caballo negro.
La etimología de su nombre parece ser la palabra del latín vinea, «vino», que es también el nombre dado a las antiguas máquinas de guerra hechas de madera y cubiertas con cuero y ramas, usadas para derribar muros.

## Influencia en la cultura popular
En la serie de manga y anime Gabriel DropOut, el personaje Vignette April Tsukinose (Vigne) según su pronunciación podría ser una referencia a Vine.